# دولورس اردیا
دولورس اِرِدیا (اسپانیایی: Dolores Heredia‎؛ زادهٔ ۶ اکتبر ۱۹۶۶) یک هنرپیشه اهل مکزیک است.
از فیلم‌ها یا برنامه‌های تلویزیونی که وی در آن نقش داشته است می‌توان به یک زندگی بهتر، بیگانه را بگیر و دو مرد در شهر اشاره کرد.